# Imoto Atsushi
Pour les articles homonymes, voir Imoto.
Imoto Atsushi (伊本 淳, Imoto Atsushi) est un artiste sculpteur japonais du XXe siècle, né en 1915 à Tokyo et mort en 1984.

## Biographie
Atsushi Imoto est un sculpteur japonais. Il est né à Tokyo en 1915 où il fait ses études et sort diplômé de l'école des beaux-arts en 1938. Mais dès 1937 il participe déjà au Salon Nika (des deux disciplines : peinture et sculpture).
Il participe à la seconde guerre mondiale et restera mobilisé pendant de nombreuses années dans l'armée japonaise et sera membre de l'Association des beaux-arts de l'armée. Il connait une période classique où il travaille essentiellement la pierre et le bronze. Son travail est influencé par l'œuvre d'Aristide Maillol qu'il admire beaucoup. À partir de la fin des années 50 il participe à de nombreuses expositions au Japon où il connait une grande notoriété. En 1960, il réalise sa première exposition personnelle à Tokyo. Il connaitra par la suite un grand succès au Japon. Mais l'artiste est soucieux de rechercher un nouvel élan artistique. En 1961 il quitte le Japon pour s'installer à Paris. Il participera à de nombreux salons parisiens : des indépendants à partir de 1963, de la jeune sculpture au musée Rodin de 1963 à 1967, ainsi qu'en 1964 à l'Exposition des pris de la sculpture "Des quatre saisons" au Musée Rodin. En 1965, il a une exposition particulière à Paris et plusieurs autres en Belgique, en Italie et aux Etats-Unis. En 1967, lors d'une exposition en Suisse, les sculptures d'Imoto voisineront celles de Picasso, Chagall et Jacob. L'artiste partagera son temps entre la France et son pays d'origine où il reçoit de nouvelles commandes. Il crée sans relâche des oeuvres de toutes tailles, parfois monumentales. En 1971 il est le premier sculpteur au monde à avoir réalisé une sculpture gigantesque en acier inoxydable, 15 tonnes, "L'Aube" situé au centre de Tokyo. En 1969, il réalise une sculpture monumental en aluminium, "Rupture", Musée en plein air de Hakone (Japon). En 1975, il réalise une œuvre monumentale, "La Tour symphonie" en collaboration avec le maître verrier français, Gabriel Loire, Musée en plein air de Hakone (Japon). En 1976, Imoto présentera à nouveau ses oeuvres lors d'une exposition particulière à Paris. De 1977 à 1982 Imoto participe à de nombreuses expositions en France et au Japon. Un oeuvre d'Imoto, "Kako", fait partie depuis 1982, de la collection du Musée MACVAL de Paris.
Imoto meurt en 1984 à Paris.
Il meurt en 1984 à Paris.

## Nouveau style - Nouveau genre
Après avoir longtemps travaillé la pierre, il découvre les ressources du métal soudé et se livre à de brillantes improvisations, empreintes d'une fantaisie toute surréaliste. Ses œuvres se présentent comme des assemblages soudés de formes métalliques déjà manufacturées, par exemple sa série de Fleurs, oiseaux et insectes, à partir d'un lot de vieilles clés achetées au Marché aux puces à Paris, dont il se sert pour obtenir des effets de plumages, de corolles ou d'élytres. Son art témoigne d'une grande invention plastique et ressort beaucoup plus d'un esprit mythologique qu'anecdotique.[réf. nécessaire]

## Œuvres
- Kaho[2]